# Dimensione settentrionale
La Dimensione settentrionale (o Dimensione nordica) è un programma congiunto tra quattro entità politiche - Unione europea, Russia, Norvegia e Islanda - finalizzato alla cooperazione transfrontaliera nelle aree che coprono geograficamente la Russia nordoccidentale, il Mar Baltico e le regioni artiche..

## Storia
Avviato nel 1997 da Paavo Lipponen, l'allora Primo Ministro finlandese, la dimensione settentrionale comprende la Scandinavia, i Paesi baltici e la regione di San Pietroburgo. Anche la Polonia e la Germania sono direttamente coinvolte.
Negli anni Novanta, a seguito dei cambiamenti politici verificatisi in questa regione del mondo, la dimensione settentrionale ha assunto lo scopo di rappresentare la controparte nordica del partenariato euro-mediterraneo.

## Stati partecipanti
- Islanda
- Norvegia
- Russia
- Unione europea e gli Stati membri a titolo nazionale e nello specifico:
  -  Estonia
  -  Finlandia
  -  Lettonia
  -  Lituania
  -  Svezia

### Altri Stati
- Bielorussia - membro associato
- Germania - occasionalmente
- Danimarca - occasionalmente
- Polonia - occasionalmente
- Canada - membro osservatore
- Stati Uniti - membro osservatore

### Organizzazioni internazionali
- Consiglio artico
- Consiglio euro-artico di Barents
- Consiglio degli Stati del Mar Baltico
- Consiglio nordico dei ministri
- Banca europea per la ricostruzione e lo sviluppo
- Banca europea per gli investimenti
- Banca di investimento nordica

## Partenariati
Per facilitare l'attuazione della Dimensione settentrionale, sono stati istituiti quattro partenariati incentrati sui seguenti temi:
- Ambiente (PEDS [2])
- Sanità pubblica e benessere sociale (NDPHS [3])
- Trasporti e logistica (NDPTL [4])
- Cultura (NDPC [5])